# Siège central du gouvernement d'urgence

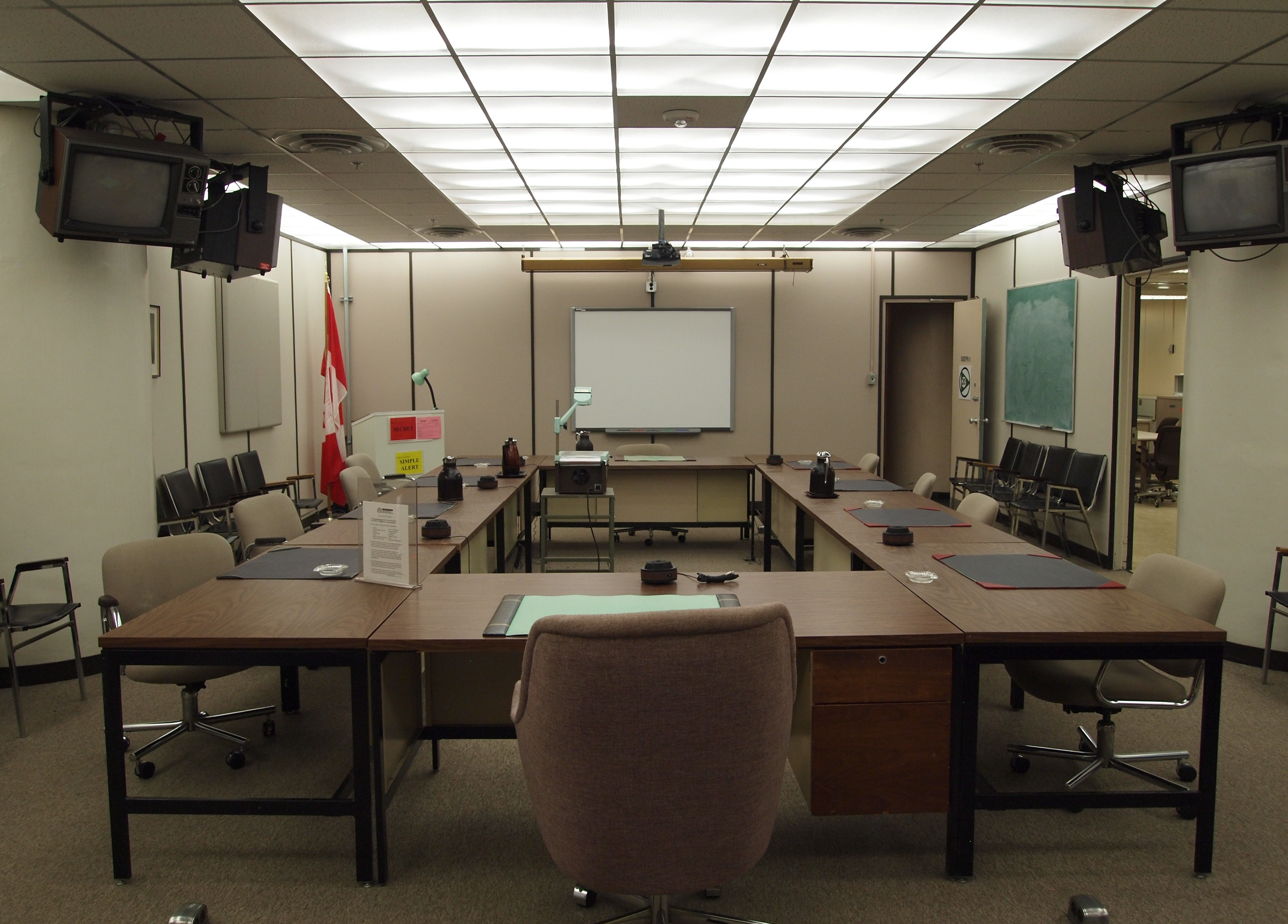
Salle de conférence au CEGHQ, ancien CFS Carp.

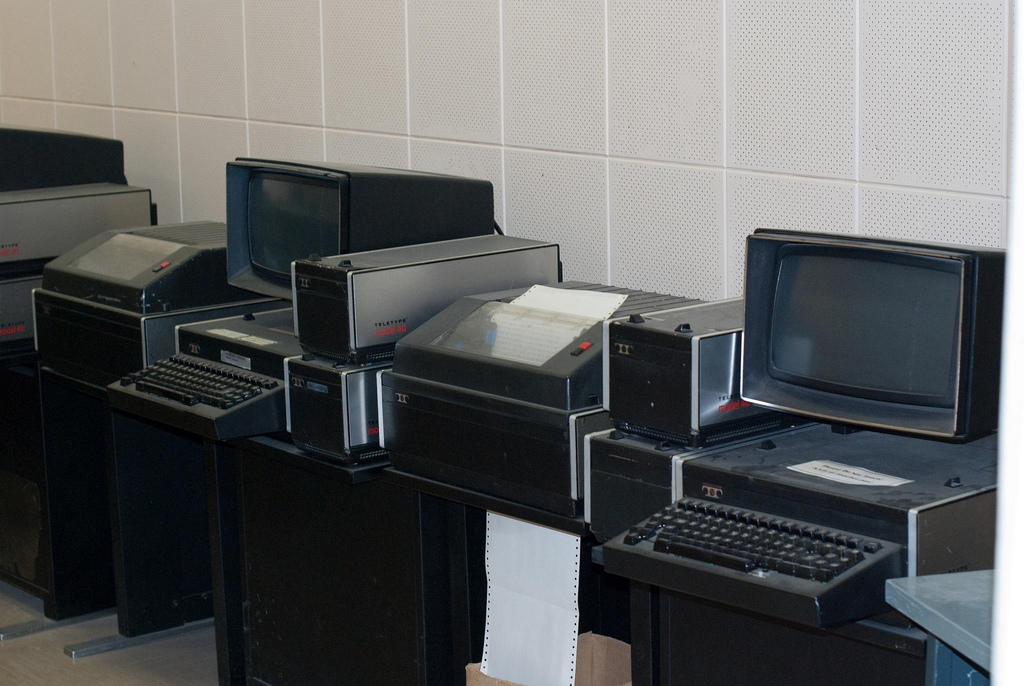
Terminaux au CEGHQ, ancien CFS Carp.

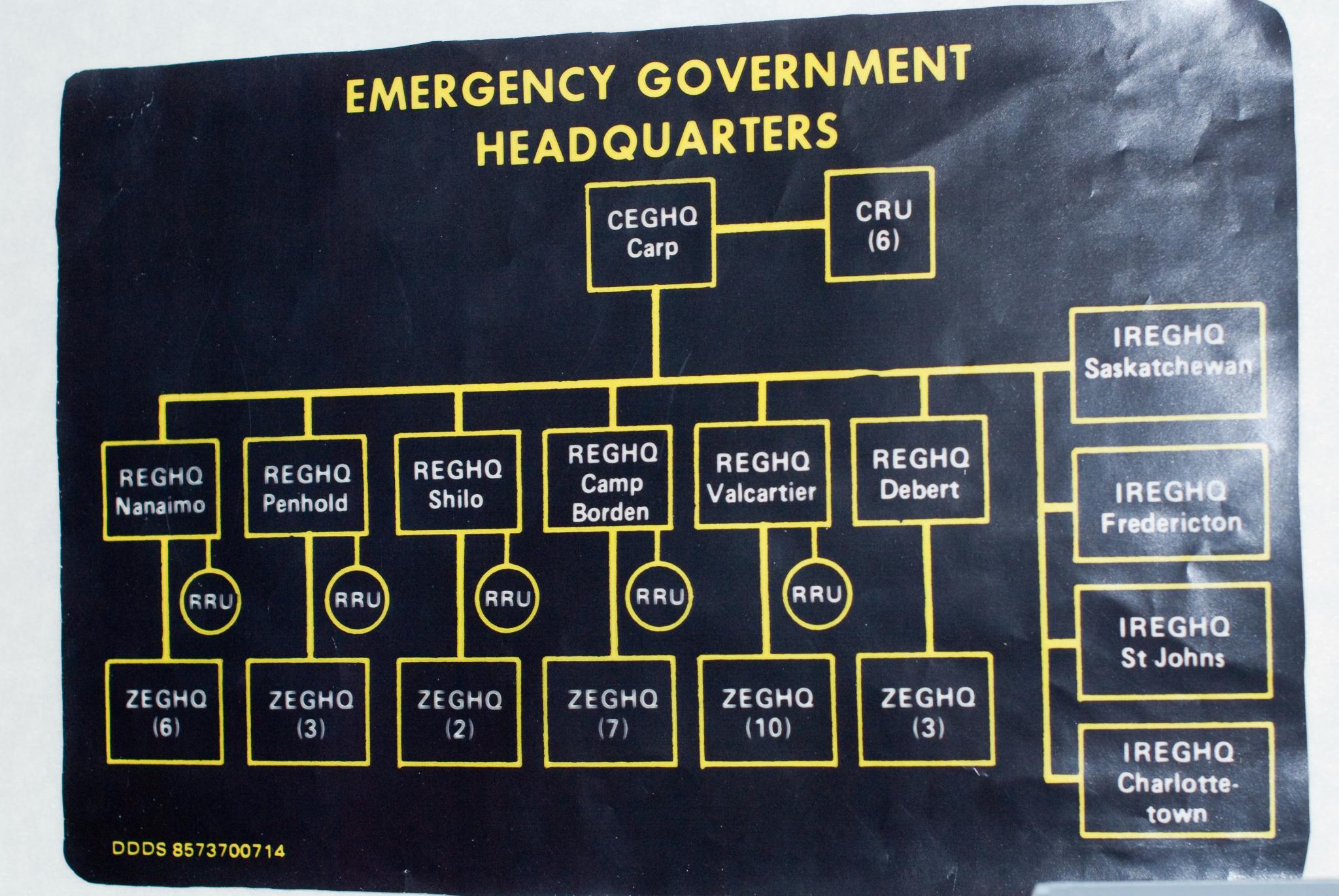
Organigramme affiché au CEGHQ.

Le siège central du gouvernement d'urgence (en anglais: Emergency Government Headquarter) est un système d'abris antiatomiques construits par le gouvernement du Canada dans les années 1950 et 1960 dans le cadre de la continuité gouvernementale au plus fort de la guerre froide. Situés à des endroits stratégiques du pays, les plus grands de ces refuges sont communément appelés "Diefenbunkers", un surnom inventé par les politiciens de l'opposition fédérale au début des années 1960. Le surnom vient du nom du premier ministre de l'époque, John Diefenbaker, qui a autorisé leur construction. Plus de cinquante installations ont été construites selon plusieurs modèles pour différents types de service.
La plupart de ces installations ont été construites, souvent dans le plus grand secret, dans des zones rurales en dehors des grandes villes du Canada. La majorité des installations les plus grandes étaient des bunkers souterrains de deux étages, tandis que les plus grandes de la CFS Carp comptaient quatre étages; ces installations ont été conçues pour résister à une quasi-collision due à une explosion nucléaire. Chaque installation souterraine possédait des entrées protégées par de gigantesques portes anti-souffle à la surface, ainsi que de nombreux filtres à air et une pression atmosphérique positive afin de prévenir l'infiltration de radiations. Un stockage souterrain a été construit pour la nourriture, le carburant, l'eau douce et d'autres fournitures pour les installations, capables de soutenir plusieurs dizaines de personnes pendant plusieurs semaines. Les installations étaient exploitées par du personnel du Corps royal canadien des transmissions, renommé Commandement des communications après l'unification des Forces armées canadiennes en 1968.

## Terminologie
(septembre 2021).
| Titre                                              | Abréviation | Description et but |
| -------------------------------------------------- | ----------- | --- |
| Central Emergency Government Headquarters          | CEGHQ       | Conçu pour abriter pendant plusieurs semaines plusieurs centaines de hauts fonctionnaires, politiciens et militaires affectés au gouvernement du Canada et aux Forces armées canadiennes, dont les lieux de travail se trouvaient dans la région d'Ottawa. L'emplacement de ce qui est devenu CFS Carp était situé dans la région de la capitale nationale. Le lieu d'origine choisi pour le CEGHQ était à environ 10 km à l'ouest d'Almonte à 45° 15′ 07″ N, 76° 19′ 32″ O . Cependant, le site d'Almonte a été abandonné au profit de Carp en raison de la présence d'eaux souterraines.           |
| Siège régional du gouvernement d’urgence           | SRGU        | Conçu pour abriter jusqu'à deux cents hauts fonctionnaires, hommes politiques et responsables militaires des capitales provinciales à proximité pendant une à deux semaines. |
| Interim Regional Emergency Government Headquarters | IREGHQ      | |
| Municipal Emergency Government Headquarters        | MEGHQ       | Conçu pour héberger pendant plusieurs jours jusqu'à plusieurs dizaines d'employés municipaux, de politiciens et de responsables militaires dans les grands centres urbains. Ils ont été construits par les municipalités selon les spécifications fédérales. Ils étaient destinés à aider à coordonner les efforts de sauvetage et de reconstruction. |
| Zone Emergency Government Headquarters             | ZEGHQ       | Construit dans les sous-sols de bâtiments existants ou nouveaux, conçu pour accueillir jusqu'à 70 personnes. |
| Federal Department Relocation Site                 | FDRS        | Plusieurs endroits dans la région de la capitale nationale où le personnel essentiel des ministères du gouvernement du Canada pourrait travailler dans un établissement autonome pendant deux semaines. |
| Communications Relay Unit                          | CRU         | Un réseau dispersé de stations d'émetteur/récepteur radio autour de la région de la capitale nationale soutenant les installations du CEGHQ et du FDRS. Ceux-ci ont fonctionné comme des détachements du CEGHQ. |
| Regional Relay Unit                                | RRU         | Un réseau dispersé de stations émettrices/réceptrices radio situées à proximité des installations des REGHQ et MEGHQ et fournissant un soutien à ces installations. Chaque RRU fonctionnait en tant que détachement d'un QG REGH ou MEGHQ. |
| Nuclear Detonation Reporting Post                  | NUDET       | Un réseau dispersé de postes d'observation contenant des instruments de détection. Chaque NUDET aurait accueilli des spécialistes qui indiqueraient l'emplacement du point zéro pour une détonation nucléaire, ainsi que la hauteur de l'explosion, le rendement de l'arme, le moment de la détonation, l'intensité des retombées radioactives et les dernières données météorologiques connues. Il y avait de 3 à 5 NUDET situés selon un schéma circulaire autour de 16 centres urbains canadiens qui seraient des cibles. Les NUDET étaient situés entre 48 km et 128 km de chaque centre urbain. |

## Site
(septembre 2021).
| Type  | Unité                                   | Lieu               | Province             | Coordonnées                   |
| ----- | --------------------------------------- | ------------------ | -------------------- | ----------------------------- |
| CEGHQ | CFS Carp                                | Carp               | Ontario              | 45° 21′ 06″ N, 76° 02′ 50″ O  |
| REGHQ | CFS Nanaimo                             | Nanaimo            | Colombie-Britannique | 49° 08′ 54″ N, 123° 58′ 18″ O |
| REGHQ | CFS Penhold (en)                        | Penhold            | Alberta              | 52° 10′ 22″ N, 113° 51′ 48″ O |
| REGHQ | CFB Shilo                               | Shilo              | Manitoba             | 49° 48′ 01″ N, 99° 37′ 40″ O  |
| REGHQ | CFB Borden                              | Borden             | Ontario              | 44° 15′ 29″ N, 79° 54′ 47″ O  |
| REGHQ | CFB Valcartier                          | Valcartier         | Quebec               | 46° 53′ 13″ N, 71° 29′ 12″ O  |
| REGHQ | CFS Debert                              | Debert             | Nouvelle-Écosse      | 45° 25′ 15″ N, 63° 27′ 03″ O  |
| FDRS  | Kemptville                              | Kemptville         | Ontario              |                               |
| FDRS  | Pembroke                                | Pembroke           | Ontario              |                               |
| FDRS  | Renfrew                                 | Renfrew            | Ontario              |                               |
| FDRS  | Arnprior                                | Arnprior           | Ontario              |                               |
| FDRS  | Almonte                                 | Almonte            | Ontario              |                               |
| FDRS  | Carleton Place                          | Carleton Place     | Ontario              |                               |
| FDRS  | Smith's Falls                           | Smith's Falls      | Ontario              |                               |
| CRU   | CFS Carp Richardson Detachment (en)     | Richardson (en)    | Ontario              | 44° 56′ 12″ N, 76° 08′ 42″ O  |
| CRU   | CFS Carp Almonte Detachment (en)        | Almonte            | Ontario              | 45° 15′ 43″ N, 76° 09′ 08″ O  |
| CRU   | CFS Carp Dunrobin Detachment (en)       | Dunrobin (en)      | Ontario              | 45° 26′ 54″ N, 76° 02′ 51″ O  |
| RRU   | CFS Debert Masstown Detachment          | Masstown (en)      | Nouvelle-Écosse      | 45° 22′ 38″ N, 63° 26′ 06″ O  |
| RRU   | CFS Debert Great Village Detachment     | Great Village (en) | Nouvelle-Écosse      | 45° 25′ 18″ N, 63° 33′ 33″ O  |
| RRU   | CFS Nanaimo Nanoose Bay Detachment      | Nanoose Bay        | Colombie-Britannique | 49° 16′ 27″ N, 124° 13′ 35″ O |
| RRU   | CFS Penhold Transmitter Detachment (en) | Penhold            | Alberta              | 52° 07′ 42″ N, 113° 53′ 55″ O |
| RRU   | CFS Penhold Receiver Detachment (en)    | Penhold            | Alberta              | 52° 11′ 03″ N, 113° 58′ 07″ O |
| RRU   | CFB Shilo Hughes Detachment             | Hughes             | Manitoba             | 49° 52′ 17″ N, 99° 32′ 26″ O  |
| RRU   | CFB Borden Edenvale Detachment          | Edenvale (en)      | Ontario              | 44° 26′ 11″ N, 79° 57′ 51″ O  |
| RRU   | CFB Borden Brentwood Detachment         | Brentwood          | Ontario              | 44° 20′ 40″ N, 79° 55′ 38″ O  |
| RRU   | CFB Valcartier St-Raymond Detachment    | St-Raymond         | Quebec               | 46° 51′ 12″ N, 71° 49′ 30″ O  |

## Démantèlement
Après la fin de la guerre froide, tous les Diefenbunkers sauf un ont été mis hors service et ont été recouverts, démolis ou vendus. Seule l'installation située à la CFB Valcartier reste utilisée, en tant que caserne d'hébergement itinérante.
Le seul site que le public peut visiter est celui de l'ancienne CFS Carp en Ontario. Il a été mis hors service en 1994 et a été transformé en un musée ouvert toute l’année consacré à l’histoire de la guerre froide. Un autre Diefenbunker situé dans l’ancienne CFS Debert, en Nouvelle-Écosse, était ouvert aux visites pendant la décennie qui a suivi sa fermeture en 1994 dans le cadre d’un musée militaire local. Il a ensuite été utilisé comme hébergement d'été pour une école de vol à voile des cadets de l'air. En 2009, il a été vendu puis revendu pour être utilisé comme une installation de stockage de données sécurisée.
Le Diefenbunker qui se trouvait dans l'ancienne CFS Penhold, en Alberta, a été mis hors service en 1994 et vendu en 1999. Lorsque des propriétaires ultérieurs ont annoncé la vente de l'installation, des rumeurs ont commencé selon lesquelles un gang de motards criminels illégaux, peut-être les Hells Angels, manifesterait de l'intérêt. Cela a incité le gouvernement fédéral à racheter l'installation et à la faire démolir et démanteler à grands frais.

## Dans la culture populaire
Le film La Somme de toutes les peurs a une scène qui a été tournée dans le Diefenbunker, sur l’ancienne CFS Carp. La scène comprenait le président des États-Unis, James Cromwell, et ses conseillers politiques exécutant une simulation de guerre.
La finale de la deuxième saison de The Amazing Race Canada comportait une tâche accomplie au Diefenbunker de l'ancienne CFS Carp. Un membre de chaque équipe devait chercher dans la vaste gamme de pièces du bunker trois des cinq souvenirs cachés: un hélicoptère, un char, une jeep, un avion et une boussole.